# João Zilhão
João Carlos Teiga Zilhão, abreviado João Zilhão (nacido el 15 de enero de 1957 en Lisboa), es un paleoantropólogo portugués y profesor desde 2011 en la Facultad de Geografía e Historia de la Universidad de Barcelona. Zilhão se hizo internacionalmente conocido como estudioso de los neandertales.

## Biografía
João Zilhão pasó su infancia y juventud en Lisboa; su padre era ingeniero y su madre psiquiatra. En su adolescencia, se unió a la oposición a la dictadura Estado Novo portugués finalizada en 1974 con la Revolución de los claveles. Junto con otros jóvenes que pertenecían a una escuela de espeleología, Zilhão exploró varias cuevas, con catorce años, en los alrededores de Lisboa. Estas incluían, entre otras, la Galería de la Cisterna, un sistema de cuevas kársticas cerca de Torres Novas. Allí descubrió como estudiante los legados de 7500 años de antigüedad de la comunidad agrícola más antigua de Portugal y en 1989, en una cueva hasta ese momento desconocida, ahora llamada gruta da Oliveira, restos de uno de los últimos grupos neandertales, con una edad de 65 000 a 35 000 años. De 2005 a 2008, realizó excavaciones allí nuevamente.
Como a mediados de la década de 1970 no había licenciatura en arqueología en Portugal, João Zilhão se matriculó en economía en la Universidad de Lisboa, pero pronto cambió a la facultad de historia. Las vacaciones de verano las pasó como voluntario en excavaciones arqueológicas en Portugal y Francia, y así pudo pasar el tiempo hasta que tuvo la oportunidad de dedicarse al estudio de la arqueología después de la licenciatura en historia (1982, comparable al grado de Magíster). En 1988, obtuvo una licenciatura en Prehistoria («Aprovado y Provas de Aptidão Pedagógica e Capacidade Científica») y, en noviembre de 1995, un doctorado con una sinopsis de 1200 páginas de los hechos conocidos sobre el Paleolítico superior en Portugal (O Paleolítico Superior da Estremadura Portuguesa).
Después de que Zilhão trabajara temporalmente en Lisboa como profesor de historia en una escuela secundaria (1983/84) y como empleado del Museo Nacional de Arqueología (1982-1984), desde 1988 fue asistente de investigación en el Departamento de Historia de la Universidad de Lisboa y allí en 1995, después de completar su doctorado es nombrado profesor asistente. En 1996, se trasladó al Parque Arqueológico do vale do Coa como director fundador, después de haber trabajado duro por el hecho de que el valle del Coa no fuese inundado por la construcción de una represa y así evitar que los petroglifos paleolíticos fueran destruidos. En 1997 se convirtió en director general del Instituto Portugués de Arqueología, una institución del Ministerio de Cultura de la Nación. En 2002, João Zilhão regresó a la Universidad de Lisboa como profesor, y de 2005 a 2010 enseñó e investigó en Inglaterra como profesor en la Universidad de Bristol. En 2011, se trasladó a España y ahora es profesor en la Facultad de Geografía e Historia de la Universidad de Barcelona y es miembro de la Institución Catalana de Estudios Científicos Avanzados (Institució Catalana de Recerca i Estudis Avançats, ICREA).

## Investigaciones
Ya en 1989, João Zilhão descubrió en la gruta da Oliveira herramientas de piedra, fogatas y fósiles de finales del período de los neandertales. Pero solo desde 1996 se involucra más con su cultura arqueológica. El desencadenante fue una publicación de Jean-Jacques Hublin sobre hallazgos de neandertales en la cueva de Arcy-sur-Cure (Francia), que argumentó, entre otras cosas, que la cultura arqueológica chatelperroniense era realmente atribuible a los neandertales, un nuevo enfoque que se oponía a la opinión imperante donde se consensuava que los avalorios, por ejemplo, encontrados eran legados de neandertales, pero probablemente no fue un logro independiente de ellos, sino una evidencia de la influencia cultural recibida por los neandertales por parte de la gente Cro-Magnon (Homo sapiens). Zilhão sintió esta interpretación como una expresión de sesgo y argumentó en 1998, junto con algunos colegas en una publicación detallada en contra de los supuestos de Hublins; Por tanto, Zilhão y sus colegas creían que los neandertales desarrollaron la cultura chtelperroniense de forma independiente.
En los años siguientes, Zilhão abordó los argumentos del antropólogo estadounidense Erik Trinkaus, quien interpreta numerosos fósiles de homininos de Europa como sospechosos de híbridos entre neandertales y humanos anatómicamente modernos, como hallazgos óseos de las cuevas kársticas rumanas Peștera cu Oase y Peştera Muierii. Zilhão ha sostenido desde entonces que «los neandertales y los humanos modernos son la misma especie y se mezclaron intensamente». Junto con Trinkaus, Zilhão también atribuyó al niño de Lagar Velho de Portugal características repetidas de un mestizo; sus interpretaciones, sin embargo, ya se contradijeron masivamente en 1999, en el mismo número de las Actas de la Academia Nacional de Ciencias (PNAS) como su primera publicación sobre el niño de Lagar Velho, y las interpretaciones. Continúa siendo considerado controvertido. Aunque la reconstrucción del ADN neandertal proporcionó evidencia de un flujo genético del ADN neandertal en la población de humanos anatómicamente modernos, sin embargo, este flujo génico es, de acuerdo con otras publicaciones, en un momento en el que en Europa no vivían humanos anatómicamente modernos.
Los hallazgos reconocidos internacionalmente de João Zilhão incluyen las piezas únicas de joyas y restos de pigmentos de los neandertales de la cueva Antón y la cueva de los Aviones.